# Алдан-Семёнов, Андрей Игнатьевич
Андре́й Игна́тьевич Алда́н-Семёнов (фамилия при рождении Семёнов, официально Семёнов-Алдан; 27 октября 1908, Уржумский уезд, Вятская губерния — 8 декабря 1985, Москва) — русский советский прозаик и поэт, журналист. Член Союза писателей СССР. Председатель Вятского отделения Союза советских писателей (1935—1938). Был репрессирован, проходил по делу «Литературной группы». Реабилитирован 14 сентября 1957 года. Автор романа «Красные и белые» (1973).

## Биография
Родился 27 октября 1908 года в вятской деревне Шунгунур в крестьянской семье. Окончил два класса церковно-приходской школы, которая в разгар Гражданской войны закрылась. С 1920 года и до совершеннолетия воспитывался в детском доме в Вятке, поскольку в 1921 году его родители умерли от голода. Закончил Вятское промышленно-техническое училище имени Степана Халтурина. Далее учился в Вятском педагогическом институте, но не окончил его. С 1926 года занимался журналистикой, работал репортёром в газете «Вятская правда».
Летом 1926 года Алдан-Семёнов приехал в Омск, работал в газете «Рабочий путь». Подружился с молодым начинающим литератором Иваном Шуховым, который познакомил его со своим другом поэтом Павлом Васильевым. В 1928 году А. Алдан-Семёнов был в Калуге, где состоялась незабываемая встреча с К. Э. Циолковским.
В 1930-е годы работает в Казахстане корреспондентом газеты «Советская степь». Писал о строительстве Турксиба, о первом хлопкоуборочном комбайне в Пахта-Арале, о гробнице Хаджи Ахмета Ясави в Туркестане, о добыче угля в Караганде, о строительстве Джезказгана. В 1931 году в Алма-Ате вышла первая книга очерков начинающего писателя — «Белый остров».
В поэзии Алдан-Семёнова, особенно ранней, важную роль играет этнографический элемент — подробные описания природы, экзотических нравов, быта различных уголков Сибири и Дальнего Востока.
Осенью 1934 года А. Алдан-Семёнов работал в Казани в газете «Красная Татария». В городе он познакомился с Мусой Джалилем, Ахмедом Ерикеевым, издал сборники своих стихов «Книга стихов» (1935) и «Солнце» (1936). По приглашению газеты «Правда» принял участие в совещании молодых поэтов, посвящённое творчеству народов СССР. Среди участников были А. Твардовский, М. Исаковский и другие. Был принят в члены Союза писателей, членский билет вручил Алдан-Семёнову на I съезде Союза писателей СССР Максим Горький.
В 1935 году Андрей Алдан-Семёнов создал в Кировской области отделение Союза писателей, став его ответственным секретарём, затем председателем. В 1936—1937 годах собирал народную поэзию, удмуртский фольклор, перевёл и издал в Москве «Песни и сказки удмуртского народа».
В 1938 году был репрессирован. Был первым из арестованных и дал первые показания на следствии по делу «литературной группы» против Л. В. Дьяконова, О. Ф. Берггольц и других писателей.

…Я вам расскажу обо всём. Я — враг Советской власти. Мною в августе 1936 года была создана террористическая организация (Решетников, Дьяконов, Лубнин). Были связи с Н. Заболоцким, О. Берггольц, Б. Пастернаком.
— Из протокола допроса Семёнова-Алдана 5 апреля 1938 года
Провёл 15 лет в трудовом лагере на Колыме; работал на золотых приисках, оловянных рудниках, был лесорубом, землекопом, геологом. Всего на Колыме Алдан-Семёнов прожил 20 лет. С 1958 года жил в Москве.
В 1954 году его произведения вновь появляются на страницах провинциальных журналов и газет, выходят отдельными книгами, а с 1958 года Андрей Алдан-Семёнов публикуется в центральной печати.
Лагерные впечатления Алдан-Семёнова легли в основу повести «Барельеф на скале» (1964). Об этом произведении (наряду с некоторыми другими беллетризированными воспоминаниями репрессированных) весьма резко отозвался Александр Солженицын в своем «Архипелаге ГУЛАГе». Солженицын считал «лагерное» творчество Алдан-Семёнова примером сервильной литературы, обличающей отдельные «перегибы сталинизма», но не желающей видеть в репрессиях фундаментальный инструмент советского строя.
В 1960—1980 годах жил в селе Сугоново на Тарусе и работал над произведениями о революции и Гражданской войне, создал романизированные биографии большевиков — Азина, Фрунзе, Уборевича в романе «Красные и белые» (1973).
Писатель скончался в Москве 8 декабря 1985 года. Похоронен на Кунцевском кладбище (участок 10 б). Впоследствии рядом с ним похоронили его жену, Ольгу Антоновну Алдан-Семёнову.

## Книги

### Трилогия
1. Красные и белые. (1966—1973). Роман
2. На краю океана. (1975—1976). Роман
3. Гроза над Россией. (1980). Роман

В романе «Красные и белые» описаны события 1918—1919 годов на Восточном фронте, также фактически дана беллетризованная биография В. Азина. Упомянуты М. Тухачевский, Колчак, Лариса Рейснер, В. Шорин, Гай, Валериан Куйбышев и др.
В романе «На краю океана» сюжетом стали перипетии гражданской войны на Дальнем Востоке России, в том числе на Охотском побережье. Наряду с вымышленными персонажами героями романа являются такие исторические лица, как Иероним Уборевич и Нестор Каландаришвили.

### Разное
- Белый остров (1931), очерки
- Книга стихов / Андрей Алдан. — Прижизн. изд. — Казань: Татгосиздат, 1935. — 91, [2] с.
- Солнце: [вторая книга стихов] / А. И. Алдан-Семёнов. — Казань: Татгосиздат, 1936. — 135 с.
- Закон дружбы: Рассказы. — Хабаровск: Кн. изд-во, 1954. — 152 с. — Перед загл. авт.: А. Семёнов
- Северная поэма. — Магадан: Советская Колыма, 1954. — 69 с. — Перед загл. авт.: А. Игнатьев
- Берег Надежды: Повесть, рассказы. — Алма-Ата: Казахгослитиздат, 1955. — 246 с. — Перед загл. авт.: А. Семёнов
- Берег Надежды: Повесть, рассказы. — Магадан: Кн. изд-во, 1956. — 212 с. — Перед загл. авт.: А. Семёнов
- Путешествие на Север: Повести. — Хабаровск: Кн. изд-во, 1956. — 109 с. — Перед загл. авт.: А. Семёнов.
- Северо-Восток: Стихи и поэмы. — Алма-Ата: Казахгослитиздат, 1956. — 151 с. — Перед загл. авт.: А. Семёнов
- Бухта желания: Рассказы и повести. — М.: Молодая гвардия, 1958. — 204 с. — Перед загл. авт.: А. Семёнов.
- Светлые ночи: Повести, рассказы, очерки. — Алма-Ата: Казахгослитиздат, 1958. — 383 с. — Перед загл. авт.: А. Семёнов
- Северная сказка. — Алма-Ата: Казахгослитиздат, 1958. — 21 с: ил. — Перед загл. авт.: А. Семёнов
- Ветер в березах. — Алма-Ата: Казахгослитиздат, 1959. — 175 с. — Перед загл. авт.: А. Семёнов
- Север, Север! [Поэма о Черском; Зелёный крест]: Повести. — М.: Советский писатель, 1960. — 255 с: ил.
- Черский. — М.: Молодая гвардия, 1962. — 224 с. — (Жизнь замечательных людей. Выпуск 353). — 105 000 экз.
- Метель и солнце. — М., Советский писатель, 1963. — 140 с. — 20 000 экз.
- Розовый горностай: (северные рассказы) / А. И. Алдан-Семёнов. — Москва: Знание, 1963. — 95 с.
- Пётр Петрович Семёнов-Тян-Шанский. — М.: Молодая гвардия, 1965. — 304, [18] с. — (Жизнь замечательных людей. Выпуск 24 (415)). — 115 000 экз.
- Ветры в березах: [стихи / А. И. Алдан-Семенов; ил.: Г. Г. Чернигова]. — Москва: Советская Россия, 1965. — 104 с.
- Золотой круг: повести и рассказы / А. И. Алдан-Семенов; [ил.: Г. А. Кудрявцев]. — Москва: Советский писатель, 1967. — 303 с.
- Азин. М., 1967
- Сага о Севере; [Для тебя, Россия / А. И. Алдан-Семёнов; Зеленый крест]: повести / А. И. Алдан-Семёнов; [ил.: Е. Р. Скакальский. — Москва: Советская Россия, 1968. — 384 с.
- Бессонница странствий: стихи / А. И. Алдан-Семенов. — Москва: Современник, 1973. — 110 с., портр. — 10 000 экз.
- Алдан-Семёнов А. И. Поход за последним «Тигром» (Об И. Я. Строде и С. С. Вострецове). — М.: Политиздат, 1975. — 127 с. — (Герои Советской Родины). — 200 000 экз.
- Под русскими звездами: стихи / А. Алдан-Семёнов. — Москва: Молодая гвардия, 1977. — 111 с.
- Любовь и звезды: стихи и поэма / Андрей Алдан-Семёнов; [худож. Ю. К. Бурджелян]. — Москва: Советский писатель, 1978. — 174 с.
- Слово о командарме: (об И. П. Уборевиче) / А. И. Алдан-Семёнов. — Москва: Политиздат, 1981. — 110 с.
- Для тебя, Россия: повести / А. Алдан-Семёнов; [худож. В. Лукашов]. — Москва: Современник, 1983. — 320 с.
- Избранные произведения В 2-х тт. — М.: Художественная литература, 1983
- Контрасты: стихи и поэмы / А. И. Алдан-Семёнов. — М.: Советский писатель, 1983. — 168 с.
- Гроза над Россией: роман / А. И. Алдан-Семёнов; Командарм: повесть / А. И. Алдан-Семёнов. — Москва: Воениздат, 1984. — 350 с.
- Верность: стихи, поэмы / Алдан-Семёнов А. — Алма-Ата: Жазушы, 1985. — 103 с.
- Избранное: стихи и поэмы. — М.: Советский писатель, 1986. — 386 с.
- После выстрела «Авроры». Барельеф на скале: повести / А. И. Алдан-Семёнов. — М.: Советский писатель, 1990. — 424 с.

Собрание сочинений
- Избранные произведения: В 2-х томах. — М.: Художественная литература, 1983.
  - Т. 1. Красные и белые: Роман. — М.: Художественная литература. — 608 с.: 1 л. портр.
  - Т. 2. На краю океана: Роман; Повести, рассказы. — М.: Художественная литература — 400 с. : ил.

## Награды
- «Орден «Знак Почёта»» (1978) — за заслуги в области советской литературы

## Оценки современников
- Евгений Евтушенко в своей поэтической антологии назвал Алдана-Семёнова незаслуженно забытым талантливым поэтом[13].

## Комментарии
1. ↑  Деревня Шунгунур, относившаяся к Шурминской волости Уржумского уезда, в последующем входила в состав Больше-Ройского сельсовета Уржумского (в 1929—1932 и 1935—1959 — Шурминского) района Кировской области; упразднена 22.10.1987[4].